# Grci u Urugvaju
Grci u Urugvaju (grčki:  Έλληνες της Ουρουγουάης) osobe su u Urugvaju s punim, djelomičnim, ili većinskim grčkim podrijetlom, ili u Grčkoj rođene osobe s prebivalištem u Urugvaju.
Grčka manjinska zajednica u Urugvaju broji između 25 i 28.000 pripadnika. Većina Grka živi na području Montevidea i u gradovima uz urugvajsku obalu.
Prema popisu stanovništva iz 2011. godine, u Urugvaju su 103 osobe kao državu rođenja navele Grčku.
Pravoslavna crkva sv. Nikole u Montevideu društveno je i vjersko okupljalište grčke nacionalne manjine u Urugvaju. Dio je južnoameričke pravoslavne eparhije sa sjedištem u Buenos Airesu.

## Poveznice
- Grčko-urugvajski odnosi